# Премьер-министр Гренландии
Премьер-министр Гренландии (дат. Landsstyreformand, гренл. Naalakkersuisut siulittaasuat) — глава правительства и исполнительной власти в Гренландии, являющейся автономной территорией Дании, руководящий внутренними делами острова при осуществлении внешней, финансовой и оборонной политики метрополией. Должность появилась после получения самоуправления в 1979 году, первым премьер-министром стал Йонатан Мотцфелдт, занимавший эту должность вплоть до 1991 года. В 2008 году полномочия гренландского правительства были расширены. Премьер-министр Гренландии обычно является главой крупнейшей партии в Ландстинге и утверждается большинством голосов в данном органе.

## Список
| Nº | Начало полномочий                          | Окончание полномочий | Портрет | Имя (Годы жизни)                  | Политическая партия   | Выборы              |
| -- | ------------------------------------------ | -------------------- | ------- | --------------------------------- | --------------------- | ------------------- |
| 1  | 1 мая 1979                                 | 18 марта 1991        |         | Йонатан Мотцфелдт (1938—2010)     | «Вперёд»              | 1979 1983 1984 1987 |
| 2  | 18 марта 1991                              | 19 сентября 1997     |         | Ларс-Эмиль Йохансен (род. 1946)   | «Вперёд»              | 1991 1995           |
| 3  | 19 сентября 1997                           | 14 декабря 2002      |         | Йонатан Мотцфелдт (1938—2010)     | «Вперёд»              | 1999                |
| 4  | 14 декабря 2002                            | 12 июня 2009         |         | Ханс Эноксен (род. 1956)          | «Вперёд»              | 2002 2005           |
| 5  | 12 июня 2009                               | 5 апреля 2013        |         | Куупик Клейст (род. 1958)         | «Народное сообщество» | 2009                |
| 6  | 5 апреля 2013                              | 30 сентября 2014     |         | Алека Хаммонд (род. 1965)         | «Вперёд»              | 2013                |
| 7  | 10 декабря 2014 (и. о. с 30 сентября 2014) | 23 апреля 2021       |         | Ким Кильсен (род. 1966)           | «Вперёд»              | 2014 2018           |
| 8  | 23 апреля 2021                             | 28 марта 2025        |         | Муте Боуруп Эгеде (род. 1987)     | «Народное сообщество» | 2021                |
| 9  | 28 марта 2025                              |                      |         | Йенс-Фредерик Нильсен (род. 1991) | «Демокраатит»         | 2025                |